# 李经正
李经正（？—？），清朝政治人物。
李经正曾于1684年接替史彩任上海县知县一职，1686年由王锬接任。